# 옹녕
옹녕(雍寧)은 서하 숭종(西夏 崇宗) 이건순(李乾順)의 치세에 쓰던 연호이다.

## 연대 대조표
| 옹녕        | 원년           | 2년            | 3년            | 4년            | 5년                            |
| 서기 (西紀) | 1114년         | 1115년         | 1116년         | 1117년         | 1118년                         |
| 간지 (干支) | 갑오(甲午)     | 을미(乙未)     | 병신(丙申)     | 정유(丁酉)     | 무술(戊戌)                     |
| 북송 (北宋) | 정화(政和) 4년 | 정화(政和) 5년 | 정화(政和) 6년 | 정화(政和) 7년 | 정화(政和) 8년 중화(重和) 원년 |

## 동시대 연호
| 이전 연호 정관(貞觀) | 중국의 연호 서하(西夏) | 다음 연호 원덕(元德) |